# Kanton Longjumeau
Kanton Longjumeau is een kanton van het Franse departement Essonne. Kanton Longjumeau maakt deel uit van het arrondissement Palaiseau. Het heeft een oppervlakte van 39,03 km² en telt 68.104 inwoners in  2018.

## Gemeenten
Het kanton Longjumeau omvatte tot 2014 de volgende 4 gemeenten:
- Épinay-sur-Orge
- Longjumeau (hoofdplaats)
- Villemoisson-sur-Orge
- Villiers-sur-Orge

Door de herindeling van de kantons bij decreet van 24 februari 2014, met uitwerking op 22 maart 2015 omvat het kanton sindsdien volgende 8 gemeenten:
- Ballainvilliers
- Champlan
- Épinay-sur-Orge
- Linas
- Longjumeau (hoofdplaats)
- Montlhéry
- Saulx-les-Chartreux
- La Ville-du-Bois